# Aniculus
Aniculus is een geslacht van kreeftachtigen uit de klasse van de Malacostraca (hogere kreeftachtigen).

## Soorten
- Aniculus aniculus (Fabricius, 1787)
- Aniculus elegans Stimpson, 1858
- Aniculus erythraeus Forest, 1984
- Aniculus hopperae McLaughlin & Hoover, 1996
- Aniculus maximus Edmondson, 1952
- Aniculus miyakei Forest, 1984
- Aniculus retipes Lewinsohn, 1982
- Aniculus sibogae Forest, 1984
- Aniculus ursus (Olivier, 1812)